# کرنبریز
کرنبریز (به انگلیسی: The Cranberries) گروهٔ موسیقی راک بود که در سال ۱۹۸۹ در لیمریک، ایرلند به‌وجود آمد و در اصل کرنبری ساو آس (به انگلیسی: The Cranberry Saw Us) نامیده می‌شد. این گروه مشتکل از خواننده نایل کوئین که در سال ۱۹۹۰ با دلارس اریوردن جایش را گرفت، گیتارزن نوئل هوگان، بیس‌زن مایک هوگان و طبل‌زن فرگال لاور می‌بود.
گرچه نخستین آلبوم آنها به نام غیر مطمئن تهیه شد اما اعضای گروه شهرت خود را مرهون انجام کنسرتی همراه گروه؟ می‌دانند که در سال ۱۹۹۳ پس از عرضه آلبوم هرکس دیگری آن را انجام می‌دهد، پس چرا ما نه؟ در مارس همان سال برگزار شد که با استقبال علاقه‌مندان موسیقی در آمریکا از آهنگ‌های «رؤیا» و «درنگ» رو به رو شد. موج این استقبال در سال بعد به انگلستان نیز رسید و آلبوم در ماه ژوئن ۱۹۹۴ در صدر جدول آلبوم‌های روز تولد جا گرفت.
آلبوم بعدی گروه نیازی به مشاجره نیست در اکتبر همان سال با آهنگ‌هایی چون «پوچ» و «زامبی» جایگاه گروه را به عنوان یکی از بهترین گروه‌های راک آلترناتیو محکم کرد.
دولورس اوریوردان در تاریخ ۱۵ ژانویه ۲۰۱۸ در سن ۴۶ سالگی درگذشت.

## اعضای گروه
اعضای اصلی نهایی
- مایک هوگان – بیس (۱۹۸۹–۲۰۰۳، ۲۰۰۹–۲۰۱۹)
- نوئل هوگان – گیتار, ماندولین, هم‌خوان (۱۹۸۹–۲۰۰۳، ۲۰۰۹–۲۰۱۹)
- فرگال لاور – طبل، پرکاشن (۱۹۸۹–۲۰۰۳، ۲۰۰۹–۲۰۱۹)
- دلارس اریوردن – خوانندهٔ اصلی گیتار، کیبورد، ماندولین (۱۹۸۹–۲۰۰۳، ۲۰۰۹–۲۰۱۹؛ مرگ)

اعضای پیشین
- نایل کوئین – خوانندهٔ اصلی، گیتار (۱۹۸۹–۱۹۹۰)

موسیقی‌دانان تور
- راسل برتون – کیبورد، گیتار (۱۹۹۶–۲۰۰۳، ۲۰۱۲)
- استیو دمارکی – گیتار، هم‌خوان (۱۹۹۶–۲۰۰۳)
- دنی دمارکی – کیبورد، گیتار، هم‌خوان (۲۰۰۹–۲۰۱۱؛ درگذشته ۲۰۲۰)
- یوهانا کارنیتخ – هم‌خوان (۲۰۱۲–۲۰۱۷)
- اوله کوتسکی – گیتار (۲۰۱۷)

## ترانه‌شناسی
آلبوم‌های استودیویی
- هرکس دیگری آن را انجام می‌دهد، پس چرا ما نه؟ (۱۹۹۳)
- نیازی به استدلال نیست (۱۹۹۴)
- به درگذشتگان مؤمن (۱۹۹۶)
- کدورت‌هارا کنار بذار (۱۹۹۹)
- بیدار شو و قهوه را بو کن (۲۰۰۱)
- رزها (۲۰۱۲)
- یک چیز دیگر (۲۰۱۷)
- در پایان (۲۰۱۹)